# Українські футбольні клуби в єврокубках (1965—1970)
Українські футбольні клуби в єврокубках (1965—1970) — результати матчів українських футбольних команд у європейських клубних турнірах, які проводилися під егідою УЄФА в 1965—1970 роках. На той момент — це Кубок європейських чемпіонів УЄФА та Кубок володарів кубків УЄФА.

## Сезон 1965/1966
- «Динамо» Київ (володар Кубка СРСР сезону 1964 р.)
  - 1-й раунд Кубка володарів кубків УЄФА
    - 02.09.1965 «Колрейн» (Колрейн, Північна Ірландія) — «Динамо» (Київ) 1:6 (Керлі 72 — Біба 14, 52, Базилевич 34, Хмельницький 40, Серебряников 44, 63)
    - 08.09.1965 «Динамо» (Київ) — «Колрейн» (Колрейн, Північна Ірландія) 4:0 (Біба 5, Базилевич 17, 43, Хмельницький 89)

  - 2-й раунд Кубка володарів кубків УЄФА
    - 24.10.1965 «Русенборг» (Тронгейм, Норвегія) — «Динамо» (Київ) 1:4 (Гансен 61 — Біба 7, Хмельницький 22, Пузач 43, 63)
    - 28.10.1965 «Динамо» (Київ) — «Русенборг» (Тронгейм, Норвегія) 2:0 (Хмельницький 5, Базилевич 29)

  - Чвертьфінал Кубка володарів кубків УЄФА
    - 12.01.1966 «Селтік» (Глазго, Шотландія) — «Динамо» (Київ) 3:0 (Геммелл 27, Мердок 64, 84). На 49-й хвилині Г'юз («Селтік») не реалізував пенальті.
    - 26.01.1966 «Динамо» (Київ) — «Селтік» (Глазго, Шотландія) 1:1 (Сабо 20 — Геммелл 31)[1]

## Сезон 1966/1967
У цьому сезоні українські клуби не брали участі в єврокубках, оскільки не добилися права участі в цих турнірах за результатами матчів чемпіонату та кубка СРСР.

## Сезон 1967/1968
- «Динамо» Київ (чемпіон СРСР сезону 1966 р.)
  - 1-й раунд Кубка європейських чемпіонів УЄФА
    - 20.09.1967 «Селтік» (Глазго, Шотландія) — «Динамо» (Київ) 1:2 (Леннокс 62 — Пузач 3, Бишовець 30)
    - 04.10.1967 «Динамо» (Київ) — «Селтік» (Глазго, Шотландія) 1:1 (Бишовець 89 — Леннокс 60)

  - 2-й раунд Кубка європейських чемпіонів УЄФА
    - 17.11.1967 «Динамо» (Київ) — «Гурник» (Забже, Польща) 1:2 (Олек 12-авт. — Шолтисик 15, Любанський 60). На 85-й хвилині Сабо («Динамо») не реалізував пенальті.
    - 29.11.1967 «Гурник» (Забже, Польща) — «Динамо» (Київ) 1:1 (Шолтисик 44 — Турянчик 38)[2]

## Сезон 1968/1969
10.07.1968 в Цюриху відбулося жеребкування єврокубків сезону 1968/69 рр. У 1-му раунді Кубка європейських чемпіонів УЄФА суперником «Динамо» (Київ) (чемпіон СРСР сезону 1967 р.) став клуб «Цюрих» (Цюрих, Швейцарія). 30.08.1968, після політичних подій в Чехословаччині, надзвичайний комітет УЄФА провів нове жеребкування, в результаті якого всі клуби соціалістичних країн повинні були в 1-му раунді грати один з одним (київським динамівцям випало грати з командою «Рух» (Хожув, Польща)). Федерація футболу СРСР зажадала негайно скасувати це рішення і зберегти результати першого жеребкування. Такий же протест подали федерації футболу Болгарії, Угорщини, НДР, Польщі та Франції. УЄФА протест відхилила. Федерації футболу СРСР, Болгарії, Угорщини, НДР і Польщі заявили, що їх команди відмовляються брати участь в єврокубкових турнірах.

## Сезон 1969/1970
- «Динамо» Київ (чемпіон СРСР 1968 р.)
  - 1-й раунд Кубка європейських чемпіонів УЄФА
    - 17.09.1969 «Аустрія» (Відень, Австрія) — «Динамо» (Київ) 1:2 (Рідль 27 — Серебряников 52, Мунтян 58)
    - 01.10.1969 «Динамо» (Київ) — «Аустрія» (Відень, Австрія) 3:1 (Мунтян 48, Бишовець 86, Пузач 88 — Парітс 18)

  - 2-й раунд Кубка європейських чемпіонів УЄФА
    - 12.11.1969 «Динамо» (Київ) — «Фіорентіна» (Флоренція, Італія) 1:2 (Серебряников 57 — К'яруджі 36, Мараскі 69)
    - 26.11.1969 «Фіорентіна» (Флоренція, Італія) — «Динамо» (Київ) 0:0